# Parastrongylaspis linsleyi
Parastrongylaspis linsleyi là một loài bọ cánh cứng trong họ Cerambycidae.